# Pekan Tebih
Pekan Tebih is een bestuurslaag in het regentschap Rokan Hulu van de provincie Riau, Indonesië. Pekan Tebih telt 2142 inwoners (volkstelling 2010).